# 爱玛乐
爱玛乐（英語：Amarula）是一款来自南非的奶油力娇酒，使用糖、奶油以及非洲的馬魯拉树（學名 Sclerocarya birrea树）的果实酿造。当地人也称馬魯拉树为“大象树”或者“姻缘树”。爱玛乐曾赢得2006年旧金山世界烈酒大赛的桂冠。

## 历史
早在1983年，市场上就有使用marula树果实酿造的烈酒。直到1989年9月，南非本地的南方力娇酒公司（Southern Liqueur Company）第一次以力娇酒的身份推出了爱玛乐。
爱玛乐是仅次于百利甜酒的第二大奶油力娇酒品牌，在非洲，特别是南部和东海岸地区非常受欢迎。如今也逐步走向国际市场，并在巴西等地获得了巨大的成功。
爱玛乐口感带有少许果香和焦糖味，一直以来都颇受好评。然而需要说明的是，像许多其他奶油力娇酒一样，爱玛乐也许偏甜了些。
传说大象非常喜欢吃marula树的果实，于是常在树下边吃边拉，树为它提供食物，它为树提供养料，一派可持续发展场面。真是由于与大象的这种姻缘，生产商讲大象作为他们产品的标志，并致力于大象保护工作，资助德班纳塔尔大学的大象研究项目。
当地流传馬魯拉树能祝福美满的婚姻的作用，因此当地人经常在馬魯拉树下喜结连理。

## 生产
爱玛乐使用野生的馬魯拉的果实酿造，拒绝人工灌溉，完全依赖自然降水。当果实成熟后，当地人在烈日下进行采摘。酿酒工人会逐个检验每个爱玛乐果实是否成熟，然后连皮带肉将果实搅碎。搅碎的过程中，坚硬的果核会被剔除出来。然后，果浆被倒入一个冷却罐中，并在零下6度的环境中存放一段时间，防止果浆发酵。接着果浆被运送到酒窖进行真正的发酵。发酵完成后需要进行两次蒸馏操作，蒸馏过程必须在发酵完成后立即进行，以保证酒液的水果风味。为了使酒更加浓郁芬芳，酒液被放置在木桶中缓慢老化陈酿，一般需要在橡木桶中陈酿两年，酒液会吸收木桶带有香草和土司的风味。最后，在酒液中加入适量的糖和奶油，就酿出了天鹅绒般丝丝顺滑的爱玛乐力娇酒。

## 饮用
爱玛乐可以直接饮用或加冰块饮用，也可以调制各种色香味俱全的鸡尾酒。
爱玛乐也可以用来烹饪多种西式点心和沙拉。